# Борисенок Степан Гнатович
Степан Гнатович Борисенок (29 (17) травня 1891, Київ, Російська імперія — 14 листопада 1937, Київ, УРСР) — український історик права, працівник різних установ ВУАН.

## Життєпис
Народився в Києві, навчався у Четвертій київській гімназії У 1908 році поступив до юридичного факультету Київського університету, який закінчив 1913 року. У 1913—1916 року викладав в університеті як професорський стипендіат. З листопада 1919 року був мобілізований до Білої армії, там захворів на тиф. У 1920 році працював у лісовому господарстві в Подільській губернії.
З 1922 року працював у наукових установах ВУАН. Спочатку був позаштатним співробітником Комісії для виучування історії західноруського і українського права ВУАН. З 1926 був штатним співробітником Комісії для виучування звичаєвого права. З 1926 року викладав у вишах, зокрема в 1928—1930 роках був доцентом юридичного факультету Київського інституту народного господарства.
З 1934 року працював науковим співробітником Українського інституту соціальної охорони здоров'я та Київського педагогічного інституту.
Заарештований 24 вересня 1937 року, 25 жовтня 1937 року засуджений до розстрілу. Реабілітований 1957 року.

## Науковий внесок
Досліджував історію українського та російського кримінального права. Автор близько 10 наукових праць. 1932 року «критично» дослідив наукові праці української школи західноруського права, звинувативши своїх старших колег у великоросійському шовінізмі.

## Наукові праці
- Карний зміст «потока» Руської Правди // Пр. Комісії для виучування історії західнорус. та вкраїн. права. К., 1925. Вип. 1
- Литовський статут як пам'ятник українського права // Там само. 1926. Вип. 2
- Преступление и наказание в догосударственном обществе // Там само; Утворення професійної адвокатури в Литовсько-Руській державі. К., 1927
- Звичаєве право Литовсько-Руської держави на поч. XVI ст. 1928; Самосуди над карними злочинцями в 1917 р. // Пр. Комісії для виучування звичаєвого права України. К., 1928. Вип. 3
- Списки Литовського Статута 1529 р. // Там само. 1929. Вип. 6
- Російське великодержавництво в концепції «Історії західноруського права»: Київська «школа» проф. М. Ф. Владимирського-Буданова // Україна. 1932. № 3.